# Giacomo Genora
Giacomo Genora (* 5. Februar 1656 in Leontica; † zwischen August und Oktober 1731 in Pollegio) war ein Schweizer römisch-katholischer Geistlicher und Heimatschriftsteller.

## Leben

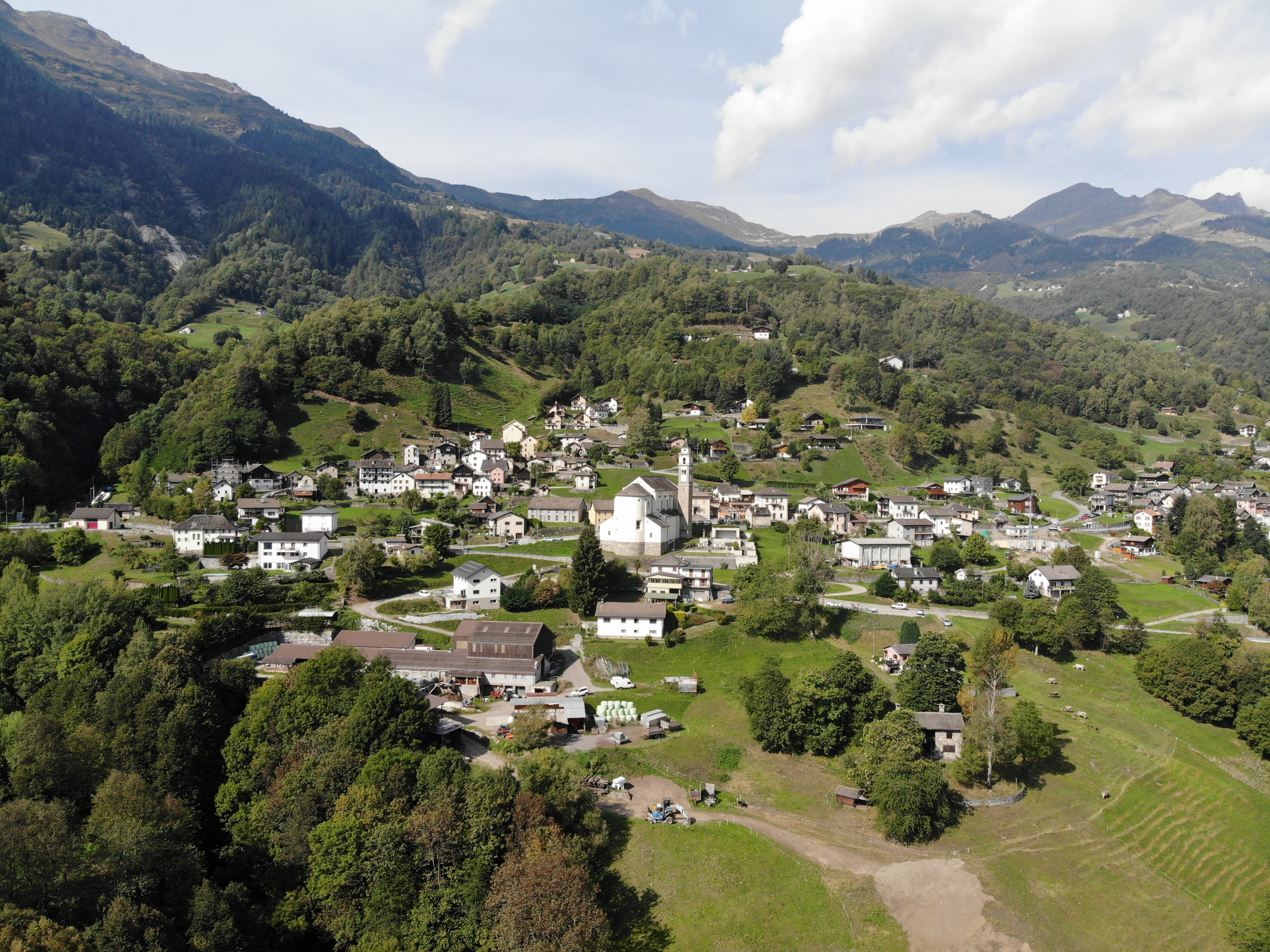
Genoras Geburtsort Leontica

Giacomo Genora war der Sohn von Carlo Genora und dessen Ehefrau Maria, geb. de Maria.
Es ist bezeugt, dass er sich von 1675 bis 1676 in Mailand aufhielt und dort vermutlich eine Katechismusschule besuchte. 1679 erhielt er seine Priesterweihe. Er ergänzte seine Ausbildung im Seminar La Canonica in Mailand und wurde 1685 Hilfspfarrer in Quinto, später folgte seine Ernennung zum Pfarrer und zum apostolischen Notar. Von 1686 bis 1707 war er Pfarrer in Osco tätig, von 1707 bis 1713 in Pollegio.

### Schriftstellerisches Wirken
1692 veröffentlichte er in Mailand sein Werk Liber hexametrorum, eine Huldigung an sein Heimattal, das Valle di Blenio. Es stellt als eine Art lokaler Reiseführer die Orte der Umgebung in lateinischen Hexametern dar. Bemerkenswert ist das Werk wegen seines lateinischen Wortschatzes, in seinen chaotischen Aufzählungen in barocker Manier wirkt es jedoch eher naiv als makkaronisch. Das Werk wurde 1981 von Giuseppe Gallizia ins Italienische übersetzt.

## Schriften (Auswahl)
- Liber hexametrorum, sive heroicorum carminum. Mediolani: Apud Io. Baptistam Beltraminum, 1692.